# Concord (Wisconsin)
Concord es un pueblo ubicado en el condado de Jefferson en el estado estadounidense de Wisconsin. En el Censo de 2010 tenía una población de 2.072 habitantes y una densidad poblacional de 21,92 personas por km².

## Geografía
Concord se encuentra ubicado en las coordenadas 43°3′56″N 88°35′49″O / 43.06556, -88.59694. Según la Oficina del Censo de los Estados Unidos, Concord tiene una superficie total de 94.52 km², de la cual 92.91 km² corresponden a tierra firme y (1.71%) 1.62 km² es agua.

## Demografía
Según el censo de 2010, había 2.072 personas residiendo en Concord. La densidad de población era de 21,92 hab./km². De los 2.072 habitantes, Concord estaba compuesto por el 97.35% blancos, el 0.39% eran afroamericanos, el 0.24% eran amerindios, el 0.29% eran asiáticos, el 0% eran isleños del Pacífico, el 0.43% eran de otras razas y el 1.3% pertenecían a dos o más razas. Del total de la población el 1.54% eran hispanos o latinos de cualquier raza.